# María Giralt
Maria Giralt i Castells (Barcelona, 22 de agosto de 1958) es una activista LGBTI y feminista catalana, directora de la televisión online Gayles.tv. En 2019 recibió la Medalla al trabajo President Macià que otorga la Generalidad de Cataluña. Estudió Psicología y se licenció en Marketing y estudios de mercado.
A los 18 años, junto a otras 4000 personas, participó en la primera manifestación del orgullo gay en España que se organizó en Barcelona, que tuvo lugar en junio de 1977. Poco antes había impulsado con otras mujeres el Colectivo de Lesbianas, el primero de la ciudad y de España, nacido dentro de la organización homosexual Frente de Liberación Gay de Catalunya (FAGC), que posteriormente abandonaron para reivindicar un feminismo radical y trabajar por los derechos de las personas LGBTI. 
Cuando tenía 20 años trabajó durante unos meses como disc-jockey en Daniel's, el primer bar para lesbianas de la ciudad, abierto en 1975.
Como empresaria ha desarrollado varios proyectos, como una marca de ropa interior creada en 2008 dirigida a lesbianas o The L Cruise, un crucero para lesbianas. Es una de las fundadoras de la asociación Gender and LGTB Lab, con la que, a través de Aequalis, analizan la gestión de las diversidades LGBTI en las empresas. En 2013 creó Gayles.tv, una televisión online en castellano e inglés dirigida al colectivo LGBTI. También es vicepresidenta de la Asociación Catalana de Empresas LGTBI (ACEGAL), entidad impulsora del Pride Barcelona y del eje comercial Gaixample.